# 民主国民党 (韓国 2000-2004)
民主国民党（みんしゅこくみんとう）は、金大中政権時の韓国における保守政党である。略称は民国党（민국당）。2000年4月の第16代総選挙に際し、当時の最大野党であるハンナラ党から公認を得ることが出来なかった政治家が中心となって結成された。

## 経緯
第16代総選挙を前にした2月18日、ハンナラ党は第1次公認候補を発表したが、この中に金潤煥（キム・ユンファン、元民主自由党院内総務）や李基澤（イ・ギテク、民主化運動から政界入りし民主党共同代表などを歴任）両顧問など非主流派の重鎮が含まれていないことに反発が起こった。公認排除に対し、趙淳名誉総裁が20日、自らの公認を返上して抗議の意志を示したが、李会昌ハンナラ党総裁は「今回の公認は党改革と新たな政治の出発点だ」と語って撤回しない方針を明らかにした。これに対して、趙淳（チョ・スン、ソウル特別市長やハンナラ党初代総裁を歴任）名誉総裁と金潤煥、李基澤両顧問、辛相佑（シン・サンウ）国会副議長は2月23日、会合をした上で新党を結成することを決定した。
2月28日に発起人大会、3月8日に結党大会を開催して正式に発足した。党首に該当する代表最高委員には趙淳が就任。1995年ソウル特別市長選挙で善戦し弁護士としても有名な朴燦鐘（パク・チャンジョン）や元総理であった李寿成（イ・スソン）、金大中政権下で外交通商部長官を務めていた韓昇洙（ハン・スンス、後に李明博政権下で総理を歴任）など著名な人物が参加したが、4月の選挙では2議席（地域区1議席+全国区1議席）に留まった。その後、2004年4月に行われた第17代総選挙直後に政党法の規定により解散した。